# Agence de réglementation de la lutte antiparasitaire
L'Agence de réglementation de la lutte antiparasitaire (ARLA) est l'agence gouvernementale canadienne chargée de la réglementation des produits antiparasitaires au Canada en vertu de la Loi sur les produits antiparasitaires (LPA), et de ses règlements d'application, du gouvernement du Canada. Elle constitue une direction générale relevant du Parlement par l'entremise de Santé Canada. L'ARLA a pour mandat d'offrir un accès à des outils de lutte antiparasitaire, tout en réduisant au minimum les risques pour la santé humaine et l'environnement et en « réglementant les pesticides de manière ouverte et transparente, à l'aide d'approches modernes fondées sur des preuves ». Ses principaux domaines d'activités sont : l'évaluation des nouveaux produits, l'examen après la commercialisation et la conformité et l'application de la loi.
L'ARLA collabore avec les ministères provinciaux, territoriaux et fédéraux du Canada dans le but d'améliorer et de renforcer la réglementation des pesticides à l'échelle du pays. Sur la scène internationale, l'Agence travaille de concert avec des organismes comme la Environmental Protection Agency (EPA) des États-Unis, le Groupe de travail technique de l'Accord de libre-échange nord-américain, l'Union européenne et l'Organisation de coopération et de développement économiques (OCDE). Elle travaille également à l'harmonisation des processus utilisés pour réglementer les produits antiparasitaires et pour assurer la protection de la santé et de l'environnement.
En date d'avril 2017, l'ARLA compte environ 420 employés dont plus de 75 % sont des scientifiques spécialisés en toxicologie, en science de l'environnement, en biologie ou en chimie. Les autres employés travaillent dans le domaine des politiques, de la réglementation, des communications ou de l'administration.

## Histoire
En 1990, l'Équipe d'examen du processus d'homologation des pesticides est chargée de formuler des recommandations en vue d'améliorer le système de réglementation des pesticides du gouvernement fédéral. L'Équipe d'examen consulte des Canadiennes et des Canadiens de partout au pays quant au projet d'une importante réforme du système de réglementation de la lutte antiparasitaire fédéral. En guise de réformes, elle propose la création d'un conseil consultatif multilatéral et du comité fédéral-provincial-territorial. L'Équipe d'examen recommande également, dans le but de favoriser l'ouverture et la transparence et d'accroître la participation du public, d'offrir un accès aux renseignements relatifs aux décisions réglementaires. Sont d'autres suggestions visant à améliorer les activités de l'ARLA :
- L'adoption d'une démarche de gestion des risques
- Des dispositions sur l'étiquetage visant une utilisation sécuritaire
- La réévaluation des pesticides plus anciens et des examens spéciaux en fonction de nouveaux renseignements
- Une politique de protection des données
- Un système de recouvrement des coûts
- La déclaration obligatoire des incidents
- Des stratégies et des dispositions relatives à la conformité et à l'application de la loi.

En 1994, le gouvernement du Canada reconnaît les principes de la viabilité environnementale : la protection de la santé humaine, de la sécurité et de l'environnement en réduisant au minimum les risques associés aux pesticides, tout en permettant à la population d'avoir accès aux outils et aux stratégies de lutte antiparasitaire dont elle a besoin. Ces objectifs servent à l'élaboration du mandat de l'Agence.
En 1995, le gouvernement canadien approuve la formation de l'Agence de réglementation de la lutte antiparasitaire dans le but de consolider les ressources et les attributions en matière de réglementation de la lutte antiparasitaire. L'Agence regroupe des employés et des ressources provenant de divers ministères fédéraux – Agriculture et Agroalimentaire Canada, Environnement Canada, Ressources naturelles Canada, Pêches et Océans Canada, et Santé Canada – en une seule direction générale relevant de Santé Canada. Bien que ces ministères ne soient désormais plus officiellement impliqués dans le processus décisionnel relatif à la lutte antiparasitaire, ils soutiennent les efforts de l'ARLA en poursuivant des activités de recherche et de surveillance dans leurs champs de compétence respectifs. Subséquemment, l'application de la LPA passe du ministre de l'Agriculture et de l'Agroalimentaire au ministre de la Santé.
En 1998, l'ARLA compte des politiques sur l'évaluation des produits contre lesquels une protection supplémentaire est nécessaire pour les secteurs vulnérables comme les enfants et les femmes enceintes. Elle tient également compte de l'exposition aux pesticides provenant de toutes sources, y compris des aliments et de l'eau. En 2002, l'adoption de la nouvelle LPA et son entrée en vigueur le 28 juin 2006 – remplaçant ipso facto la loi vieille de 35 ans – officialisent ces politiques. Le 31 janvier 2008, le Règlement sur les commissions d'examen est institué afin d'appliquer les articles 35 à 40 de la LPA.

## Organisation
L'ARLA est dirigée par un directeur exécutif, qui relève du sous-ministre de Santé Canada :
- Claire Franklin, 1995 à 2005
- Karen Dodds, 2005 à 2008[15]
- Richard Aucoin, 2008 à présent

### Directions
- Bureau du directeur exécutif
- Direction des homologations
- Direction de l'évaluation sanitaire
- Direction de l'évaluation environnementale
- Direction de l'évaluation de la valeur et de la gestion des réévaluations
- Direction de la conformité, des services de laboratoire et des opérations régionales
- Direction des politiques, des communications et des affaires réglementaires
- Direction de la planification stratégique et des opérations financières et d'affaires

## Législation connexe
L'ARLA est responsable de l'application de la LPA et de ses règlements connexes au nom de la ministre de la Santé.
En vertu de la LPA et du Règlement sur les produits antiparasitaires, il est interdit, :
- de fabriquer, d'entreposer, de distribuer ou d'utiliser un produit antiparasitaire dans des conditions non sécuritaires ;
- d'emballer ou d'étiqueter un produit antiparasitaire ou d'en faire la publicité d'une manière fausse ou trompeuse ou susceptible de créer une fausse impression ;
- de vendre ou d'importer un produit antiparasitaire non homologué.

Sont des lois ayant une incidence sur la lutte antiparasitaire la Loi sur l'indemnisation pour dommages causés par les pesticides et la Loi sur les aliments et drogues. L'ARLA se sert également de la Loi sur les sanctions administratives pécuniaires en matière d'agriculture et d'agroalimentaire et de ses règlements d'application comme outil d'application de la LPA.

## Activités principales
Le rôle primaire de l'ARLA est de déterminer si un produit antiparasitaire proposé peut être utilisé de façon sécuritaire lorsque le mode d'emploi de son étiquette est respecté et si le produit est efficace pour son utilisation prévue.
En vertu de la LPA, un « produit antiparasitaire » est défini comme étant :
a) un produit, une substance ou un organisme – notamment ceux résultant de la biotechnologie – constitué d'un principe actif ainsi que de formulants et de contaminants et fabriqué, présenté, distribué ou utilisé comme moyen de lutte direct ou indirect contre les parasites par destruction, attraction ou répulsion, ou encore par atténuation ou prévention de leurs effets nuisibles, nocifs ou gênants ;
b) un principe actif servant à la fabrication de ces éléments ;
c) toute chose désignée comme telle par règlement.

### Évaluation de nouveaux produits
Avant de présenter une demande d'homologation d'un produit, les promoteurs doivent réaliser plus de 200 types d'essais prescrits par l'ARLA afin de vérifier si le produit final pose un risque inacceptable. L'ARLA se sert ensuite des données obtenues pour effectuer des évaluations indépendantes conformément à la LPA. Un produit n'est homologué que si des données scientifiques adéquates montrent qu'il ne pose aucun risque inacceptable pour la santé ou pour l'environnement, et qu'il sert à des fins utiles. Dans tous les cas, les conditions d'homologation sont précisées, y compris le mode d'emploi sur l'étiquette, de telle façon que le produit puisse être utilisé en toute sécurité.

### Examen après la commercialisation
L'ARLA réalise des réévaluations pour constater tout changement quant aux exigences en matière de données et pour vérifier si les produits respectent les normes actuelles. Elle doit amorcer une réévaluation de tout produit dont la dernière évaluation des risques importante remonte à plus de 15 ans. Ces réévaluations peuvent occasionner des modifications aux profils d'emploi, aux énoncés d'étiquette ou à la catégorie d'un produit. Toutefois, s'il est déterminé que les risques que pose un produit pour la santé humaine ou pour l'environnement ne sont plus acceptables, ou que ce produit n'a plus la valeur requise pour son usage prévu, l'homologation peut être annulée.
Les examens spéciaux permettent à l'ARLA d'annuler ou de modifier l'homologation d'un ou de plusieurs produits antiparasitaires homologués sans avoir à attendre leur réévaluation périodique. L'examen spécial d'un produit est amorcé s'il y a raison de croire, à la lumière de nouveaux renseignements scientifiques, que les risques qu'il pose ne sont plus acceptables.
Afin de continuer à surveiller l'innocuité des produits homologués, les fabricants sont dans l'obligation de divulguer leur volume des ventes ainsi que tout incident associé à leurs produits. En vertu de la LPA, les rapports d'entreprise doivent déclarer les effets néfastes sur la personne ou sur l'environnement ainsi que les nouvelles données. Les utilisateurs de produits et le public peuvent également déclarer les incidents.

### Conformité et application de la loi
Santé Canada travaille à la promotion, à la surveillance et à l'application des activités de conformité relatives aux pesticides, dans le cadre du Programme national de surveillance de la conformité des pesticides (PNSCP). Le Programme est cogéré par l'ARLA et la Direction générale des opérations réglementaires et des régions de Santé Canada. L'ARLA effectue des vérifications à partir de ses bureaux régionaux à la suite du signalement de pesticides non homologués ou d'utilisations non conformes. De plus, les scientifiques en laboratoire mettent à l'essai les pesticides dans le but de déterminer s'ils respectent les spécifications en fonction desquelles l'homologation a été accordée.
En cas de violation de la LPA ou de ses règlements afférents, des mesures appropriées de conformité et d'application de la loi sont prises.
Sont certaines de ces mesures :
- Encourager le retrait volontaire du produit par le distributeur
- Saisir le produit
- Refuser l'entrée du produit au Canada
- Émettre une ordonnance de conformité, un avertissement ou une sanction[25]
- Modifier, suspendre ou annuler l'homologation du produit.

## Processus d'évaluation des risques
L'ARLA applique sa prise de décision fondée sur la science à l'examen de pesticides avant et après la commercialisation.  Ces examens comprennent des évaluations des risques pour la santé humaine et l'environnement, de même que de la valeur et des propriétés chimiques du produit.
Les évaluations scientifiques, consistant en une démarche fondée sur les risques qui évalue les propriétés dangereuses et l'exposition possible, permettent à l'ARLA d'établir des normes de protection de la santé humaine et de l'environnement. Les risques sont calculés en multipliant la toxicité par l'exposition. Ainsi, un pesticide faiblement toxique, mais auquel l'exposition est forte peut poser un risque comparable à celui que pose un pesticide hautement toxique, mais auquel l'exposition est faible. Des facteurs de sécurité intégrés permettent de tenir compte des différences potentielles dans le degré de réponse des organismes, tant à l'intérieur d'une espèce (p. ex., différences entre des adultes et des enfants) qu'entre espèces (p. ex., différences entre l'être humain et d'autres espèces animales),. D'autres mesures d'atténuation des risques et de communication sont prises pour les pesticides plus dangereux.  

### Évaluation sanitaire
Les évaluations toxicologiques relèvent les effets sanitaires possibles des produits antiparasitaires chez les humains et fixent les concentrations d'exposition d'un produit qui ne représentent aucun danger pour eux. Les études requises sont conçues pour évaluer, chez toute une variété d'espèces et sur différentes voies d'exposition, les effets néfastes que pourrait avoir une exposition unique, multiple ou permanente à un pesticide sur la santé. Les études importantes concernent la toxicité aiguë, à court et à long terme; la cancérogénicité; la toxicité sur le plan de la génétique, de la reproduction et du développement; et la tératologie.
Les évaluations de l'exposition professionnelle servent à déterminer le niveau d'exposition à un pesticide pendant une journée normale. À l'occasion de ces évaluations, les scientifiques tiennent compte des différentes sources d'exposition aux pesticides, notamment la différence entre les personnes qui travaillent avec de tels produits (préparateurs des formulations, opérateurs antiparasitaires et agriculteurs) et les tierces personnes (travaillant ou vivant près d'un endroit où on utilise des pesticides). Ces évaluations tiennent également compte des différentes sources d'exposition selon l'âge (c'est-à-dire des adultes ou des enfants). Elles s'appuient sur des facteurs comme les voies et la durée d'exposition, les espèces utilisées pour les études de toxicité et le critère d'effet toxicologique préoccupant. Enfin, les évaluations de l'exposition professionnelle prennent en compte l'efficacité de l'équipement de protection individuelle.
Les évaluations de l'exposition alimentaire servent à examiner toutes les possibilités qu'un produit entre en contact avec des aliments. Ces évaluations ont pour but de fixer les limites maximales de résidus de pesticides sur les aliments cultivés au pays ou importés, en vertu de la Loi sur les aliments et drogues. Ces évaluations servent également à déterminer l'absorption journalière potentielle de résidus de pesticides à partir de toute source alimentaire. Elles tiennent compte des différences dans les modes d'alimentation chez les nourrissons, les tout-petits, les enfants, les adolescents et les adultes. Les évaluations toxicologiques permettent également de fixer les doses journalières admissibles, à savoir la quantité d'une substance qu'un individu peut absorber quotidiennement toute sa vie sans subir d'effets indésirables.

### Évaluation des risques pour l'environnement
Le risque environnemental que pose un pesticide est fonction du devenir dans l'environnement et de l'écotoxicologie. Le devenir dans l'environnement donne un aperçu de ce qu'il advient du produit une fois qu'il a été introduit dans l'environnement. L'évaluation des risques pour l'environnement s'appuie sur des facteurs tels que le comportement du produit dans le sol, l'eau et l'air, la possibilité qu'il soit absorbé par les plantes et les animaux, et la possibilité de bioaccumulation. À l'occasion des évaluations de l'écotoxicologie, les scientifiques examinent les effets du produit sur les espèces terrestres et aquatiques non ciblés.

### Évaluation de la valeur
Le premier facteur d'une évaluation de la valeur consiste à déterminer l'efficacité du produit; autrement dit, « réalise-t-il ce dont il revendique? ». Cette évaluation sert à garantir que seuls les produits contribuant positivement à la lutte antiparasitaire sont homologués et à protéger les utilisateurs contre des allégations trompeuses concernant l'efficacité des produits antiparasitaires. L'évaluation du produit s'appuie sur ses avantages sur le plan de la santé, de la sécurité et de l'environnement ainsi que sur ses conséquences sur la société et l'économie. L'évaluation de la valeur sert également à établir la plus faible dose efficace à laquelle les pesticides peuvent être appliqués pour minimiser les risques qu'ils posent pour la santé et l'environnement.

### Atténuation des risques
Outre la réalisation de ces évaluations, l'ARLA formule aussi des recommandations, pendant le processus d'évaluation des risques, quant aux meilleures pratiques d'atténuation des risques. À la lumière des renseignements recueillis au cours des évaluations susmentionnées, des stratégies de gestion des risques sont étudiées en vue d'atténuer les risques cernés. Les évaluateurs doivent décider si ces stratégies sont nécessaires pour atténuer les risques pour la santé ou l'environnement. Les options en matière d'atténuation réduisent l'exposition aux pesticides, par exemple, des vêtements de protection pour les opérateurs antiparasitaires, des zones tampons pour protéger l'environnement, la réduction des doses d'application, etc. Les énoncés d'étiquette précisent les mesures d'atténuation des risques cernés au cours du processus d'examen. Tous les produits homologués doivent porter une étiquette, laquelle constitue un document juridique dictant les directives d'utilisation et les mesures de sécurité. Au cours du processus de réévaluation, des mesures d'atténuation provisoires comme des réductions de la dose d'application ou des restrictions sur l'utilisation peuvent être mises en œuvre afin de réviser des instructions périmées ou que le titulaire n'appuie plus.

## Frais d'utilisation
Les frais liés au recouvrement des coûts constituent environ 30 % du budget d'exploitation de l'ARLA. Ce modèle permet de réattribuer au secteur privé une portion des coûts du processus d'homologation payés par les contribuables canadiens, pour assurer un plus juste équilibre dans le partage des coûts.
À ce jour, les frais et les droits relèvent du Règlement sur les droits à payer à l'égard de produits antiparasitaires, en vertu de l'article 67 de la LPA. Ce règlement a été publié le 22 février 2017 et est entré en vigueur le 1er avril 2017. Ils sont ajustés annuellement en fonction de l'inflation.
Depuis 2018, les frais individuels varient de 80 $ à plus de 100 000 $. Ainsi, puisqu'une demande d'homologation peut engendrer des frais multiples, le coût d'une nouvelle demande d'homologation importante peut s'élever à environ 400 000 $.

## Controverses
En septembre 2015, Robert Arnason, alors journaliste au Western Producer, rédige une lettre ouverte à l'intention de l'ARLA dans laquelle il souligne le manque de transparence de l'Agence en ce qui a trait au bilan des ventes de pesticides, dont la déclaration est ostensiblement prescrite par la loi depuis 2006.
En avril 2015, l'ARLA annonce qu'il est temps de réaliser l'examen périodique du glyphosate et sollicite les demandes d'homologation du public. Cette réévaluation vise le principe actif qu'est le glyphosate et ses produits formulés. Certains produits à base de glyphosate contiennent également des amines de suif polyéthoxylées, qui servent d'agents de surface. Les étiquettes de produit (lesquelles relèvent de l'ARLA) sont révisées pour assurer que la limite de 20 % d'amines de suif polyéthoxylées selon le poids y soit prescrite. D'ici 2019, les étiquettes seront modifiées dans le but d'aborder les préoccupations des ménages, notamment les zones tampons et les ruissellements près des secteurs aquatiques. L'énoncé « les produits contenant du glyphosate ne posent pas de risques pour la santé humaine et pour l'environnement s'ils sont utilisés conformément au mode d'emploi de l'étiquette » est formulé à cet égard. L'affaire Séralini est retenue en réponse à une ou plusieurs plaintes; le 25 octobre 2012, l'ARLA explique sa conduite en publiant sa position sur l'affaire Séralini. Selon un rapport de l'ARLA, plus de 25 millions de kilogrammes de glyphosate sont vendus en 2014.